# Trévérien
Trévérien est une commune française située dans le département d'Ille-et-Vilaine en région Bretagne, peuplée de 918 habitants.

## Géographie

### Localisation et communes limitrophes
À mi-chemin entre Rennes et Saint-Malo et à la frontière des Côtes-d'Armor, Trévérien est située au nord-ouest de l'Ille-et-Vilaine, dans le pays du Clos Râtel (terme guère usité aujourd'hui). Elle se situe à 16 km de Dinan, 37 km de Saint-Malo, 38 km de Rennes et 383 km de Paris.
| Évran Côtes-d'Armor        | Plesder     | Pleugueneuc    |
| Saint-Judoce Côtes-d'Armor | Trévérien   | Saint-Domineuc |
|                            | Saint-Thual | Trimer         |

### Hydrographie
Pour un article plus général, voir Réseau hydrographique d'Ille-et-Vilaine.
La commune est située dans le bassin Loire-Bretagne. Elle est drainée par le canal d'Ille et Rance, le Linon, le Fournet,le Romoulin,,.
Le canal d'Ille-et-Rance est un canal, chenal et un cours d'eau naturel navigable, d'une longueur de 84 km, prend sa source dans la commune de Montreuil-sur-Ille et se jette  dans l'Ille à Saint-Grégoire, après avoir traversé 25 communes. 

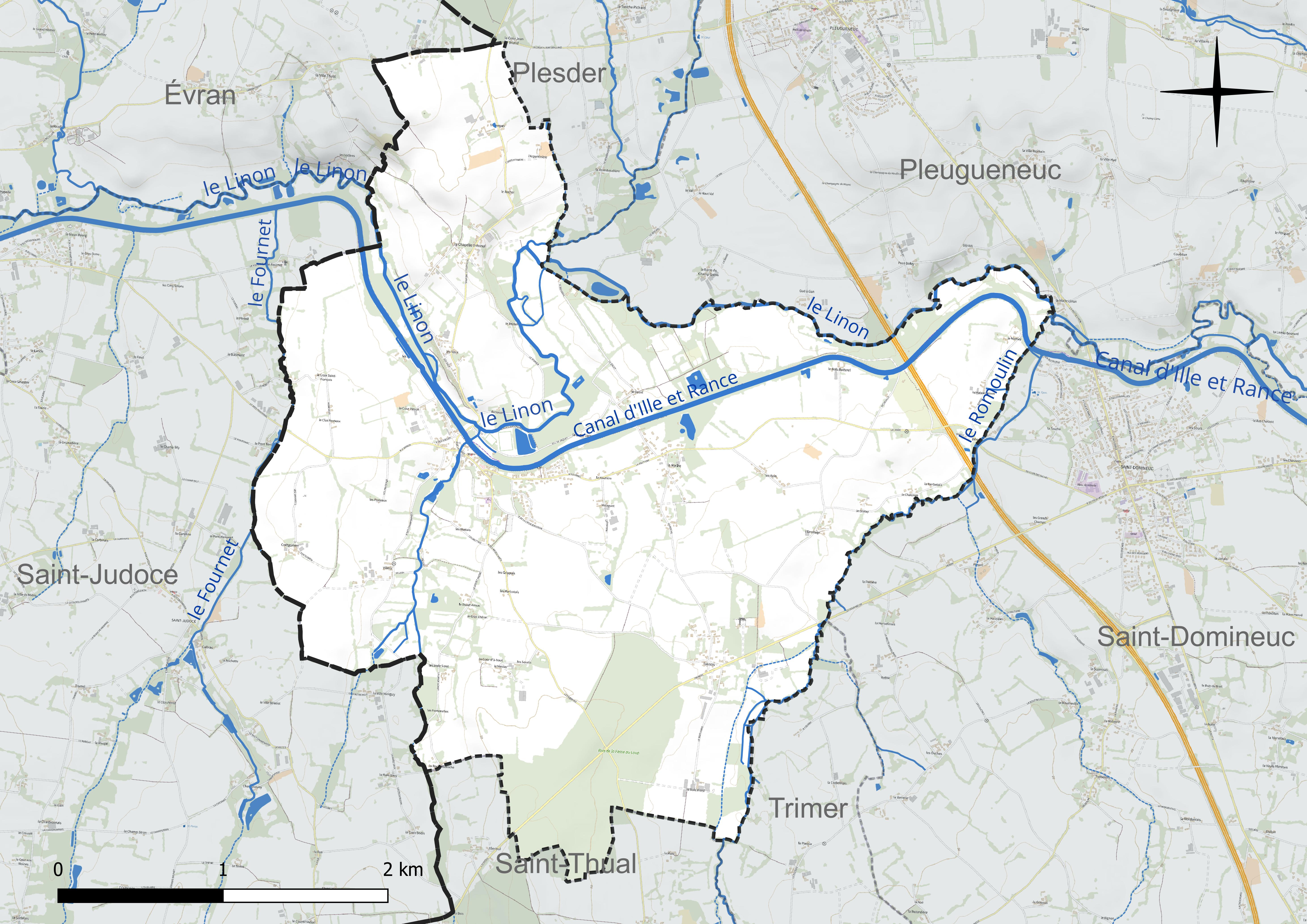
Réseau hydrographique de Trévérien.

Le Linon, d'une longueur de 36 km, prend sa source dans la commune de Trémeheuc et se jette  dans la Rance à Évran, après avoir traversé neuf communes. 

### Climat
Pour des articles plus généraux, voir Climat de la Bretagne et Climat d'Ille-et-Vilaine.
En 2010, le climat de la commune est de type climat océanique franc, selon une étude du CNRS s'appuyant sur une série de données couvrant la période 1971-2000. En 2020, Météo-France publie une typologie des climats de la France métropolitaine dans laquelle la commune est exposée à un climat océanique et est dans la région climatique  Bretagne orientale et méridionale, Pays nantais, Vendée, caractérisée par une faible pluviométrie en été et une bonne insolation. Parallèlement l'observatoire de l'environnement en Bretagne publie en 2020 un zonage climatique de la région Bretagne, s'appuyant sur des données de Météo-France de 2009. La commune est, selon ce zonage, dans la zone « Intérieur Est », avec des hivers frais, des étés chauds et des pluies modérées.  
Pour la période 1971-2000, la température annuelle moyenne est de 11,5 °C, avec une amplitude thermique annuelle de 12,1 °C. Le cumul annuel moyen de précipitations est de 722 mm, avec 11,7 jours de précipitations en janvier et 6,5 jours en juillet. Pour la période 1991-2020, la température moyenne annuelle observée sur la station météorologique la plus proche, située sur la commune du Quiou à 6 km à vol d'oiseau, est de 11,6 °C et le cumul annuel moyen de précipitations est de 757,4 mm,. Pour l'avenir, les paramètres climatiques de la commune estimés pour 2050 selon différents scénarios d'émission de gaz à effet de serre sont consultables sur un site dédié publié par Météo-France en novembre 2022.

## Urbanisme

### Typologie
Au 1er janvier 2024, Trévérien est catégorisée commune rurale à habitat dispersé, selon la nouvelle grille communale de densité à sept niveaux définie par l'Insee en 2022.
Elle est située hors unité urbaine. Par ailleurs la commune fait partie de l'aire d'attraction de Rennes, dont elle est une commune de la couronne,. Cette aire, qui regroupe 183 communes, est catégorisée dans les aires de 700 000 habitants ou plus (hors Paris),.

### Occupation des sols

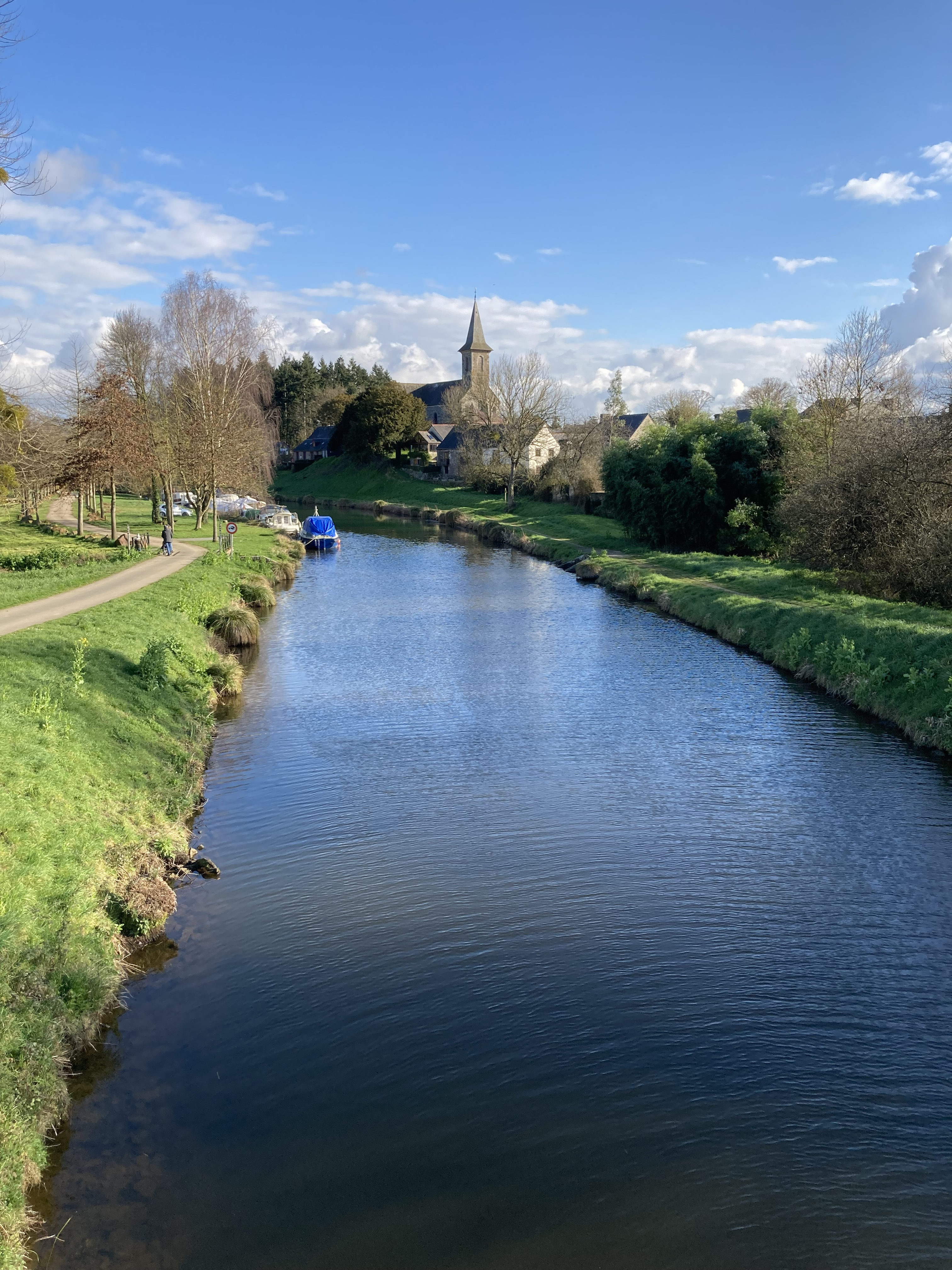
Halte nautique Trévérien

L'occupation des sols de la commune, telle qu'elle ressort de la base de données européenne d'occupation biophysique des sols Corine Land Cover (CLC), est marquée par l'importance des territoires agricoles (93,2 % en 2018), une proportion identique à celle de 1990 (93,2 %). La répartition détaillée en 2018 est la suivante : 
terres arables (51,8 %), zones agricoles hétérogènes (22,8 %), prairies (18,7 %), forêts (6,8 %). L'évolution de l'occupation des sols de la commune et de ses infrastructures peut être observée sur les différentes représentations cartographiques du territoire : la carte de Cassini (XVIIIe siècle), la carte d'état-major (1820-1866) et les cartes ou photos aériennes de l'IGN pour la période actuelle (1950 à aujourd'hui).

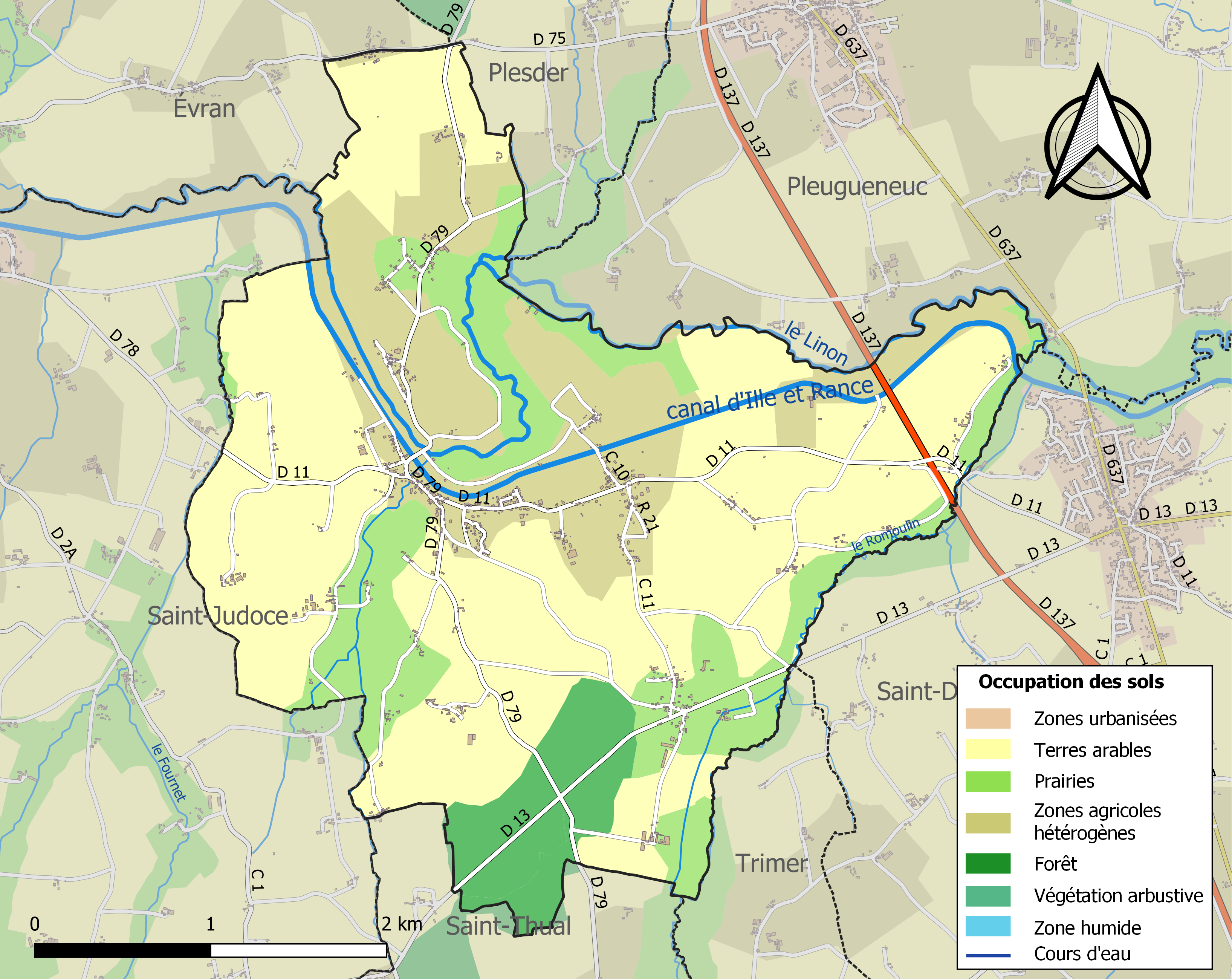
Carte des infrastructures et de l'occupation des sols de la commune en 2018 (CLC).

## Toponymie
Le nom de la localité est attesté sous les formes Ecclesia de Tregurian au XIe siècle, Ecclesia de Treverian en 1182 et en 1445, Trévérien en 1513.
Trévérien vient de Tre (trève) et de Irien ou Herien, un moine breton du IVe siècle qui aurait fondé le bourg.

## Histoire
En 1722, l'évêque de Saint-Malo a uni la manse prieurale de l'abbaye Saint-Magloire de Léhon à l'abbaye de Marmoutiers et parmi les biens et charges que les deux monastères avaient en commun aux termes d'un  traité du 16 juillet 1744, figurent la chapelle Trévinale de Trévérien affermée au sieur recteur de Trévérien pour 100 livres et le trait des Bois en Trévérien affermé à la dame de Saint-Gille, pour 300 livres.

## Logotype
| Blason à dessiner | Signification du logotype de la commune de Trévérien : À compléter |

## Politique et administration

### Rattachements administratifs et électoraux
Trévérien appartient à l'arrondissement de Saint-Malo et au canton de Combourg depuis le redécoupage cantonal de 2014. Avant cette date, elle faisait partie du canton de Tinténiac.
Pour l'élection des députés, la commune fait partie de la troisième circonscription d'Ille-et-Vilaine, représentée depuis février 2020 par Claudia Rouaux (PS-NFP). Auparavant, elle a successivement appartenu à la circonscription de Saint-Malo (Second Empire), la 2e circonscription de Saint-Malo (IIIe République), la 6e circonscription (1958-1986) et la 2e circonscription (1988-2012).

### Intercommunalité
Depuis le 6 décembre 1995, Trévérien appartient à la communauté de communes Bretagne Romantique. Cette intercommunalité a succédé à l'association pour le développement économique du Combournais puis au SIVOM des cantons de Combourg, Tinténiac et Pleine-Fougères, fondé en décembre 1979, auquel appartenait la commune.

### Administration municipale
Le nombre d'habitants au dernier recensement étant compris entre 500 et 1 499, le nombre de membres du conseil municipal est de 15.

### Liste des maires
| Période                                  | Période                  | Identité          | Étiquette | Qualité                                                                                               |
| ---------------------------------------- | ------------------------ | ----------------- | --------- | --- |
| Les données manquantes sont à compléter. |                          |                   |           | |
| ?                                        | février 1917 (décès)     | Joseph Durand     | RG        | Ancien militaire Conseiller général du canton de Tinténiac (1907 → 1917) Chevalier du Mérite agricole |
| ?                                        | mars 1935 (décès)        | Henry Gicquel     |           | |
| Les données manquantes sont à compléter. |                          |                   |           | |
| octobre 1947                             | juin 1978 (décès)        | François Morin    |           | Artisan menuisier Chevalier du Mérite agricole                                                        |
| juillet 1978                             | juin 1995                | Jean Tessier      |           | Retraité de la Gendarmerie, maire honoraire Premier adjoint au maire (1977 → 1978)                    |
| juin 1995                                | octobre 2006 (démission) | Michel Thébault   | DVD       | Exploitant forestier retraité                                                                         |
| décembre 2006                            | février 2010 (démission) | Madeleine Régeard |           | Retraitée de l'agriculture, maire honoraire (2015)                                                    |
| mars 2010                                | juillet 2018 (démission) | René Saudrais     | SE        | Agriculteur                                                                                           |
| juillet 2018                             | 25 mai 2020              | Manuela Lemaître  | SE        | Gestionnaire en ressources humaines                                                                   |
| 25 mai 2020                              | En cours                 | Vincent Melcion   |           | Réalisateur indépendant en audiovisuel                                                                |

## Démographie
L'évolution du nombre d'habitants est connue à travers les recensements de la population effectués dans la commune depuis 1793. Pour les communes de moins de 10 000 habitants, une enquête de recensement portant sur toute la population est réalisée tous les cinq ans, les populations de référence des années intermédiaires étant quant à elles estimées par interpolation ou extrapolation. Pour la commune, le premier recensement exhaustif entrant dans le cadre du nouveau dispositif a été réalisé en 2006.
En 2022, la commune comptait 918 habitants, en évolution de +3,85 % par rapport à 2016 (Ille-et-Vilaine : +5,46 %, France hors Mayotte : +2,11 %).
| 1793 | 1800 | 1806 | 1821 | 1831  | 1836 | 1841  | 1846  | 1851  |
| ---- | ---- | ---- | ---- | ----- | ---- | ----- | ----- | ----- |
| 982  | 834  | 861  | 830  | 1 018 | 899  | 1 025 | 1 061 | 1 079 |

| 1856  | 1861  | 1866  | 1872 | 1876 | 1881  | 1886  | 1891  | 1896 |
| ----- | ----- | ----- | ---- | ---- | ----- | ----- | ----- | ---- |
| 1 049 | 1 047 | 1 030 | 981  | 987  | 1 058 | 1 081 | 1 051 | 992  |

| 1901 | 1906 | 1911 | 1921 | 1926 | 1931 | 1936 | 1946 | 1954 |
| ---- | ---- | ---- | ---- | ---- | ---- | ---- | ---- | ---- |
| 954  | 959  | 942  | 842  | 774  | 764  | 770  | 695  | 634  |

| 1962 | 1968 | 1975 | 1982 | 1990 | 1999 | 2006 | 2011 | 2016 |
| ---- | ---- | ---- | ---- | ---- | ---- | ---- | ---- | ---- |
| 623  | 577  | 520  | 476  | 487  | 524  | 722  | 876  | 884  |

| 2021 | 2022 | - | - | - | - | - | - | - |
| ---- | ---- | - | - | - | - | - | - | - |
| 910  | 918  | - | - | - | - | - | - | - |

## Lieux et monuments

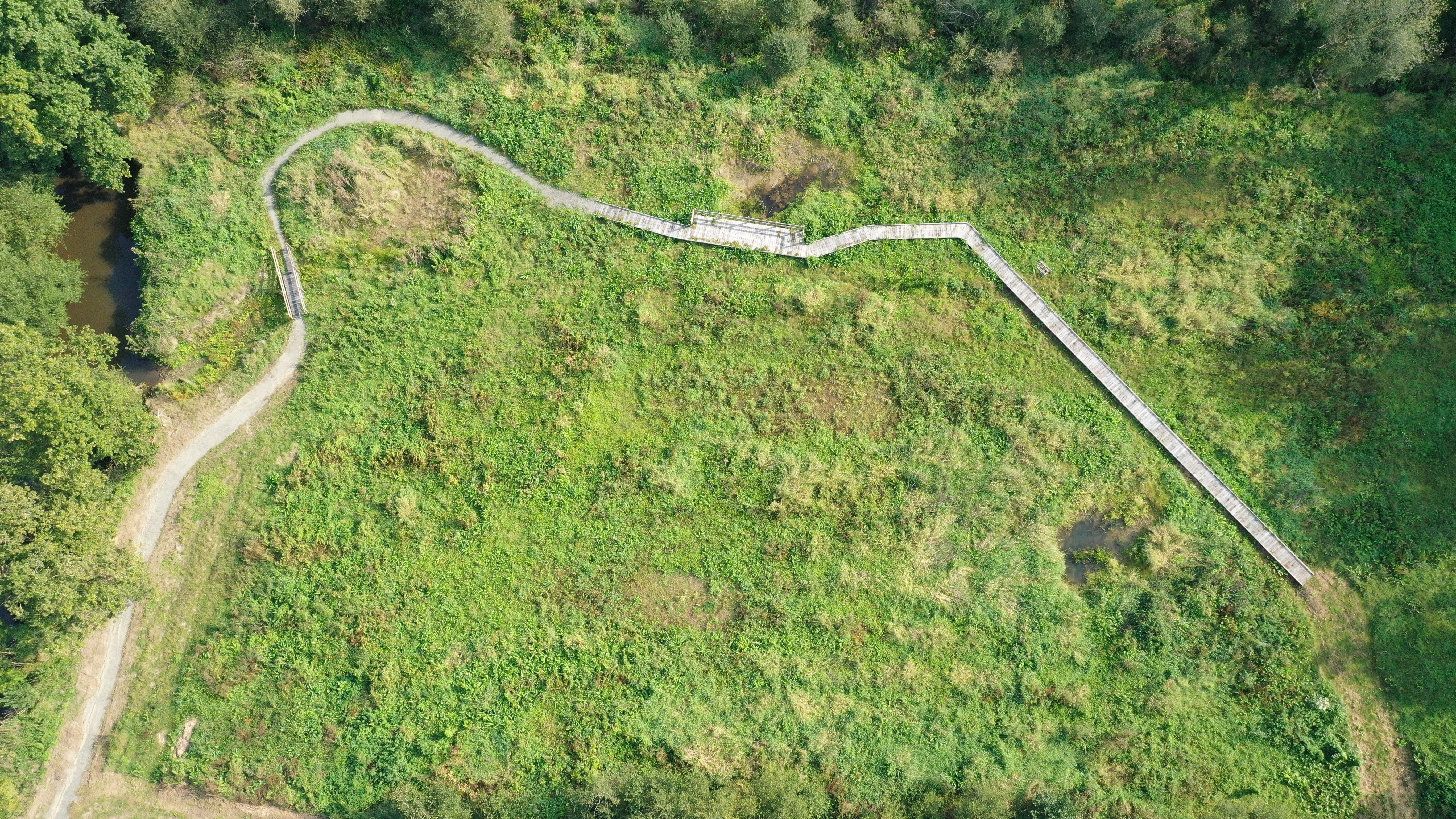
Chemin pédagogique Zone humide

- Moulin du Chêne Huby

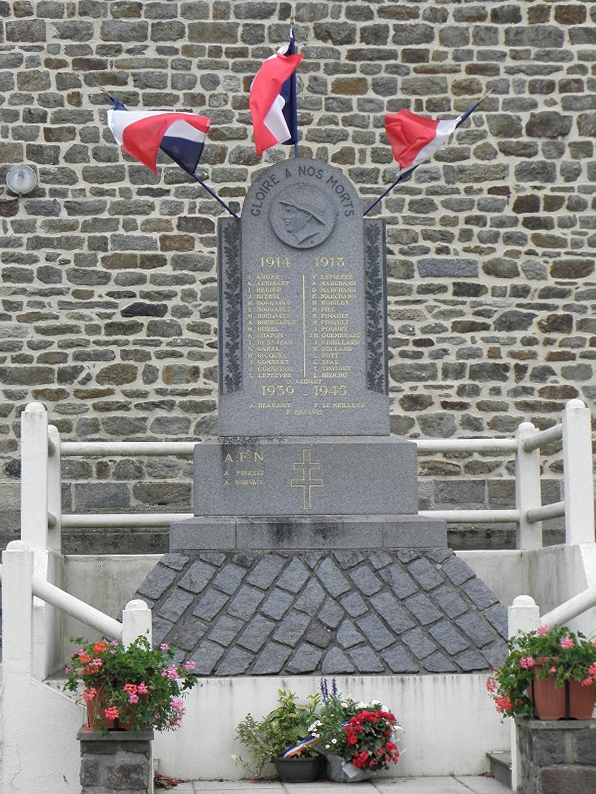
Monument aux morts.

- Chemin pédagogique Zone humideZone humide naturelle
- Monument aux morts.

## Personnalités liées à la commune
- Henri-Marie-Ernest Pinault, né à Trévérien le 7 septembre 1904 d'Ernest et d'Henriette Chouin, sacré évêque de Chengtu en Chine le 21 septembre 1949[32].
- François Pinault (né en 1936), homme d'affaires et milliardaire, fut scolarisé à l'école de Trévérien.